# Kurt Günther (Politiker)

Kurt Günther

Kurt Wilhelm Günther (* 31. Oktober 1896 in Gera; † 3. April 1947 in Weimar) war ein SA-Obergruppenführer und deutscher Politiker (NSDAP).

## Leben und Wirken
Nach dem Besuch der Mittelschule in Gera (1903–1912) wurde Günther drei Jahre lang zum Vermessungs- und Kulturtechniker ausgebildet. Von 1915 bis 1918 nahm er am Ersten Weltkrieg teil, in dem er als Angehöriger der Minenwerferkompanie 408 an der Ost- und an der Westfront eingesetzt wurde.
Günther war ab 1918, nach der Ausbildung bei der Königlich Preußischen Landesaufnahme in Berlin und der Technischen Hochschule Stuttgart, als Topograph und Trigonometer bei der Vermessungsabteilung 8 (Bogesen) beschäftigt. 1919 übernahm er eine Stelle bei der Gemeinnützigen Baugenossenschaft Gera, wo er sich an der Vorbereitung von Siedlungsplänen beteiligte. Von August 1919 bis zum Dezember 1933 arbeitete Günther als Angestellter in der Bauabteilung der Lederfabrik Hirschberg (vormals Heinrich Knoch & Co.) in Hirschberg an der Saale.
Günther trat 1923 in die NSDAP ein und war Mitbegründer der NSDAP-Ortsgruppe in Hirschberg, bei der er bis 1929 als Schriftführer und Schatzmeister fungierte. Im Zuge des Hitlerputsches nahm er am 9. November 1923 an einem Marsch nach Hof (Saale) teil. Aufgrund des bewaffneten Marsches kam er kurzzeitig in Haft, ebenso 1924 wegen „Begünstigung der NSDAP und Waffenbesitz bzw. öffentlicher Beleidigung des SPD-Stadtrates“. Zum 15. Februar 1926 trat er der neu gegründeten NSDAP wieder bei (Mitgliedsnummer 30.179).
Von 1929 bis Dezember 1933 saß er im Gemeinderat von Untertiefengrün. Innerhalb der SA übernahm er die Führung der SA-Gruppe Thüringen. Im November 1937 stieg er innerhalb der SA bis zum Obergruppenführer auf. Er war Staatsrat in Thüringen, Mitglied der Arbeitskammer in Mitteldeutschland und Präsident des Mitteldeutschen Rennvereins.
Im Juli 1932 wurde Günther erstmals als Abgeordneter der NSDAP für den Wahlkreis 12 (Thüringen) in den Reichstag gewählt, dem er zunächst bis zur Wahl vom November desselben Jahres angehörte. Nachdem er vier Monate lang aus dem Parlament ausgeschieden war, konnte er anlässlich der Wahl vom März 1933 in den Reichstag zurückkehren, in dem er nun ohne Unterbrechung bis zum Ende der NS-Herrschaft im Mai 1945 vertreten war.
Nach Beginn des Zweiten Weltkrieges meldete sich Günther im Herbst 1939  zur Wehrmacht. Nach Einsätzen in Norwegen und Finnland wurde er im November 1943 im Rang eines Oberleutnants aus der Armee entlassen. Ab August 1944 wirkte er noch als beisitzender Richter am Volksgerichtshof. In der Kriegsendphase war er zudem stellvertretender Leiter der Volkssturms in Thüringen.
Kurz vor Kriegsende legte Günther sich im April 1945 den Falschnamen Günter Stief zu. Am 17. Mai 1946 wurde er von der sowjetischen NKWD in Weimar verhaftet und am 20. Februar 1947 aufgrund von Kriegsverbrechen und aktiver nationalsozialistischer Betätigung zum Tode durch Erschießen verurteilt. Das Urteil wurde am 3. April 1947 in Weimar vollstreckt (Urteil des Sowjetischen Militärgerichts Thüringen vom 20. Februar 1947). Mit Verordnung vom 7. Juli 2005 des Gerichts der Aufsichtsinstanz Nr. 80-HY der Stadt Odinzhovo-10, Moskauer Gebiet, Präsidium des 3. Kreis-Gerichts, wurde eine Rehabilitierung abgelehnt. Diese Angaben sind durch Dokumente belegt und befinden sich in den Händen des Sohnes Kurt Ewald.